# James Chiengjiek
James Nyang Chiengjiek (Bentiu, 1992. március 2. –) dél-szudáni atléta, olimpikon, a Rio de Janeiro-i 2016-os nyári olimpia menekültek olimpiai csapatának tagja volt.

## Élete
Chiengjiek Dél-Szudánban született, Bentiu településen 1992-ben. Édesapját meggyilkolták a második szudáni polgárháború alatt. A 13 éves fiú Kenyába menekült, hogy elkerülje, azt hogy lázadók besorozzák katonának. Több ezer kilométeres út megtétele után 2002-ben érkezett a kakumai menekülttáborba.

## Sportkarrierje
Mivel a menekülttáborának is otthont adó régió hosszútávfutó hagyományokkal rendelkezik, az iskolában Chiengjiek is futóedzésekre kezdett járni, ahol tehetségét hamar felfedezték. Chiengjiek meglehetősen nehéz, szegényes körülmények között, a professzionális felszerelést nélkülözve edzett.
Chiengjiek 2013-ban az Az ENSZ Menekültügyi Főbiztosságának javaslata alapján sikerrel vett részt a Tegla Loroupe Békéért Alapítvány válogatóján és az alapítvány csapatának tagja lett. (Az alapítvány egy támogatási program a sporttal versenyszerűen foglalkozó menekült sportolók segítésére. Névadója és vezetője Tegla Loroupe, volt világbajnok atlétanő.) A Nemzetközi Olimpiai Bizottság a világban élő 59 millió menekült problémájára hívta föl a figyelmet azzal hogy lehetőséget és anyagi támogatást adott a menekült sportolók tízfős csapatának – köztük Chiengjieknek – a 2016-os nyári olimpián való részvételre.